# Hohe Steine bei Wildeshausen
De Hohen Steine is een neolithisch ganggraf. Het hunebed ligt zuidelijk van de Bundesstraße 213, ongeveer 1,5 kilometer ten zuidoosten van Aumühle bij Wildeshausen in Landkreis Oldenburg in Nedersaksen. Het is bekend onder Sprockhoff-Nr. 956 en maakt onderdeel uit van de Straße der Megalithkultur.
Het bouwwerk werd opgericht tussen 3500 en 2800 v.Chr. en wordt toegeschreven aan de Trechterbekercultuur.

## Kenmerken
Het oost-west georiënteerde hunebed bestaat uit een 17 meter lange en 2 meter tot 1,4 meter brede, dubbeltrapezoïde Emsländische Kammer, die in de resten van een ovale steenkrans ligt. Er zijn 32 kransstenen bewaard gebleven. Deze kransstenen zijn grotendeels van de oorspronkelijke standplaats verschoven. Van de oorspronkelijk 25 draagstenen en 11 dekstenen ontbreekt er een. De toegang bevond zich in het midden van de zuidelijke zijde.
Vondsten van potten van klei tonen aan dat het graf in de ijzertijd opnieuw is gebruikt.

## Weblinks
- Zweckverband Naturpark Wildeshauser Geest
- Steinzeugen.de: Hohe Steine, Wildeshausen
- Wildeshausen Navigator: auf die Hohen Steine fokussierter interaktiver LGLN bequellter amtl. Kartendienst der Stadt Wildeshausen